# Paryżanka (fresk)
Paryżanka – nazwa nadana przedstawiającemu postać kobiecą fragmentowi fresku z pałacu w Knossos. Datowane na połowę XV wieku p.n.e. malowidło znajduje się obecnie na ekspozycji w sali XV Muzeum Archeologicznego w Heraklionie.
Malowidło zachowało się na fragmencie tynku o wysokości 20 cm. Przedstawia młodą kobietę z zadartym nosem, pełnymi ustami, ekspresyjnie zarysowanym spojrzeniem i puklem czarnych włosów opadających na czoło. Zostało odkryte w 1903 roku i z powodu podobieństwa do ówczesnego ideału urody kobiecej ochrzczone przez Arthura Evansa mianem „Paryżanki”. Pierwotnie stanowiło część większego fresku znajdującego się w górnej sali w północno-zachodnim narożniku pałacu w Knossos, przedstawiającego grupę kobiecych par odzianych w długie szaty, podających sobie nawzajem sobie kielichy. Ponieważ „Paryżanka” wraz z inną jeszcze postacią przewyższała rozmiarami pozostałe, przypuszcza się, iż było to przedstawienie bogini uczestniczącej w obrzędzie.